# Parva Hannibalis
Parva Hannibalis (en llatí, literalment, 'la Petita [illa] d'Hanníbal') és el nom clàssic que, segons Plini el Vell, rebia una illa situada vora la badia de Palma, més enllà de Tiquadra:
| «                                    | e regione Palmae urbis Menariae ac Tiquadra et parva Hannibalis | » |
| — Plini el Vell. Historia Naturalis. |                                                                 |   |

La tradició ha identificat aquest nom amb l'illa dels Conills, vora Cabrera, o amb la Conillera, vora Eivissa. Per un error de lectura d'un còdex comès de l'historiador Joan Binimelis va néixer la lectura patria Hannibalis, en comptes de parva Hannibalis, de manera que Binimelis va interpretar que aquesta illa era el lloc d'origen del general cartaginès Hanníbal, illa que identificà amb la dels Conills. Arran d'això sorgiren nombroses llegendes locals que situaven el seu naixement als illots amb què hom identificava aquesta illa. Aquesta confusió va portar els Jurats de Mallorca a nomenar Hanníbal fill il·lustre del regne de Mallorca i primer fill il·lustre de Palma, pel fet que Cabrera administrativament és part de la ciutat; fins i tot la historiografia mallorquina més antiga l'arribà a fer rei llegendari de Mallorca.
Hi ha hagut força assajos científics moderns d'identificar les illes. Així, fonamentant-se en criteris arqueològics, hom ha considerat que caldria identificar-la amb na Guardis, a la Colònia de Sant Jordi, sobre la qual s'hi ha trobat un jaciment púnic. En canvi, partint de criteris filològics i interpretant acuradament el text de Plini, hom identifica aquesta illa amb l'illot del Sec, dins la badia de Palma, mentre que les Menariae serien les Illetes i Tiquadra seria l'illa de la Porrassa. Hom també ha postulat la hipòtesi que es pugui tractar de na Redona, essent Tiquadra l'illa dels Conills i la resta d'illes al nord de l'arxipèlag les Menariae.